# SkyscraperPage
O SkyscraperPage.com é um banco de dados de ilustrações e diagramas de arranha-céus e outras estruturas altas ao redor do mundo. Usando esses diagramas, arranha-céus e outras estruturas altas de qualquer cidade são facilmente comparados. O site também dispõe de informações gerais sobre cada estrutura, tais como a localização, o ano de construção, se disponível, e o número de andares.
A escala dos desenhos é de um pixel por metro. As imagens são criadas usando pixel art.